# Капитан Ио
«Капитан Ио» (англ. Captain EO) — 3-D фильм, демонстрирующийся в некоторых Диснеевских парках развлечений.
Звезда фильма — Майкл Джексон. Фильм был срежиссирован Фрэнсисом Фордом Копполой, исполнительным продюсером был Джордж Лукас, хореографом Джефри Хорнадай, оператором Питер Андерсон, продюсером Расти Леморанд. Фильм снят по сценарию Лукаса, Леморанда и Копполы. Известный оператор Витторио Стораро был задействован в качестве консультанта. Демонстрация фильма началась в сентябре 1986 года. Последний показ прошёл в парижском Диснейленде 17 августа 1998 года.

## Музыка
В фильме появились две новые песни. Первая «Another Part of Me», появилась в крайне успешном альбоме Джексона Bad (1987). Вторая — «We Are Here to Change the World» официально не выпускалась до 2004 года.

## Возобновление интереса
После смерти Майкла Джексона (25 июня 2009 года) короткометражный фильм начал набирать популярность на таких сайтах как Twitter и Facebook.
В настоящее время фильм снова демонстрируется в Парижском и Токийском Диснейлендах.